# Шкуринська
Шкуринська (рос. Шкуринская) — станиця в Кущевському районі Краснодарського краю. Розташована на лівому березі річки Єя. Населення — 4,9 тис. осіб (2002). 

## Історія
Шкуринський курінь існував у складі Запорозької Січі та Чорноморського козачого війська. Станиця Шкуринська з'явилась в 1794 році як одне з перших 40 курінних селищ, заснованих чорноморськими козаками після їх переселення на Кубань. Під час існування Кубанської області Шкуринська входила до складу її Єйського відділу.
У 1932-1933 роках багато мешканців Шкуринської вмерло від голоду. У 1990 році у станиці було відкрито перший на Кубані пам'ятник його жертвам.